# Francesco Failli
Francesco Failli (Montevarchi, 16 de diciembre de 1983) es un ciclista italiano. Debutó como profesional en 2004 con el equipo Domina Vacanze.

## Palmarés
2008
- 1 etapa de la Semana Lombarda[1]

## Resultados en Grandes Vueltas
| Carrera | Carrera         | 2004 | 2005 | 2006  | 2007 | 2008 | 2009 | 2010 | 2011 | 2012 | 2013 | 2014 |
| ------- | --------------- | ---- | ---- | ----- | ---- | ---- | ---- | ---- | ---- | ---- | ---- | ---- |
|         | Giro de Italia  | ―    | ―    | ―     | ―    | ―    | 91.º | 65.º | Ab.  | 58.º | ―    | ―    |
|         | Tour de Francia | ―    | ―    | ―     | ―    | ―    | ―    | ―    | ―    | ―    | ―    | ―    |
|         | Vuelta a España | ―    | ―    | 123.º | ―    | ―    | ―    | ―    | ―    | ―    | ―    | ―    |

―: no participa

Ab.: abandono